# Platycleis sogdiana
Platycleis sogdiana är en insektsart som beskrevs av Leo L. Mishchenko 1954. Platycleis sogdiana ingår i släktet Platycleis och familjen vårtbitare. Inga underarter finns listade i Catalogue of Life.